# جرج تیت
جرج تیت (به انگلیسی: George Tait) بازیکن فوتبال زادهٔ ۱۸۵۸ اهل انگلستان بود که سابقهٔ بازی در تیم ملی فوتبال انگلستان را در کارنامهٔ خود دارد. وی در تاریخ ۲۶ فوریه ۱۸۸۱ تنها بازی ملی خود را در مقابل تیم ملی فوتبال ولز انجام داد.